# Entretien au bord du fleuve
Entretien au bord du fleuve est un livre de Georges Duhamel et Henri Mondor publié aux éditions du Rocher en 1947. Il contient l'intégralité du discours de réception d'Henri Mondor à l'Académie française et la réponse faite par Georges Duhamel.

## Éditions
- Entretien au bord du fleuve, éditions du Rocher, Paris, 1947.